# Charles-François Roy
Pour les articles homonymes, voir Roy.
Charles-François Roy (14 septembre 1835 - 13 avril 1882) est un arpenteur-géomètre, ingénieur civil et homme politique fédéral et provincial du Québec.

## Biographie
Né à Sainte-Anne-de-la-Pocatière dans le Bas-Canada, il étudia au Collège de Sainte-Anne-de-la-Pocatière. Il servit comme agent de colonisation dans le district de Gaspé de 1862 à 1868.
Élu député du Parti conservateur du Québec dans la nouvelle circonscription provinciale de Kamouraska en 1869, il reporta ce siège contre le libéral Luc Letellier de Saint-Just. Réélu en 1871 et en 1875, il démissionna en 1877.
Élu député du Parti conservateur dans la circonscription fédérale de Kamouraska lors d'une élection partielle déclenchée après la nomination du député sortant, Charles-Alphonse-Pantaléon Pelletier, au Sénat en 1877, M. Roy fut défait en 1878 par le libéral Joseph Dumont.